# Hendrick Avercamp

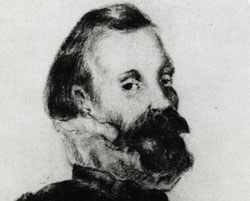
Hendrick Avercamp

Hendrick Avercamp (* 1585 in Amsterdam; † 15. Mai 1634 in Kampen) war ein niederländischer Maler.

## Leben
Hendrick Avercamp wurde in Amsterdam in einem Hause neben der Nieuwe Kerk („Neue Kirche“) geboren und in der Oude Kerk („Alte Kirche“) am 27. Januar 1585 getauft. 1586 zog die Familie nach Kampen, wo der Vater eine Apotheke eröffnete. Mütterlicherseits war er ein Enkel des Gelehrten Petrus Meerhoutanus. Vermutlich aufgrund einer angeborenen Taubheit lernte er niemals sprechen. Er erhielt von seiner Mutter Unterricht im Schreiben, doch zeigte sich bald, dass er seine Gefühle noch besser mit seiner zeichnerischen Begabung ausdrücken konnte. Er wird auch häufig als der Stumme von Kampen (de Stomme van Kampen) bezeichnet.
Ab dem zwölften Lebensjahr erhielt er bei einem armen Zeichenlehrer Unterricht, der früh einer Pestepidemie zum Opfer fiel. Mit ungefähr 18 Jahren übersiedelte Avercamp nach Amsterdam, wo er bei dem dänischen Maler Pieter Isaacsz in die Lehre ging. Auch der Einfluss der flämischen Schule insbesondere des Landschaftsmalers Gillis van Coninxloo ist bei Avercamp spürbar.
1614 ging Avercamp zurück nach Kampen, wo er bis zu seinem Tod 1634 lebte und arbeitete. In seinen späten Jahren unterrichtete er seinen Neffen Barent Avercamp, der ebenfalls überwiegend Winterlandschaften malte.

## Werke
Von 1614 bis 1634 schuf Avercamp vor allem eine Vielzahl an Winterlandschaften. Die frühen Landschaften von Avercamp haben vorherrschend berichtenden Charakter. Seine Bilder sind bunt und lebhaft und zeichnen sich durch Volkstümlichkeit aus, weshalb er viele seiner Zeichnungen, von denen einige später mit Aquarellfarbe coloriert wurden, verkaufen konnte.

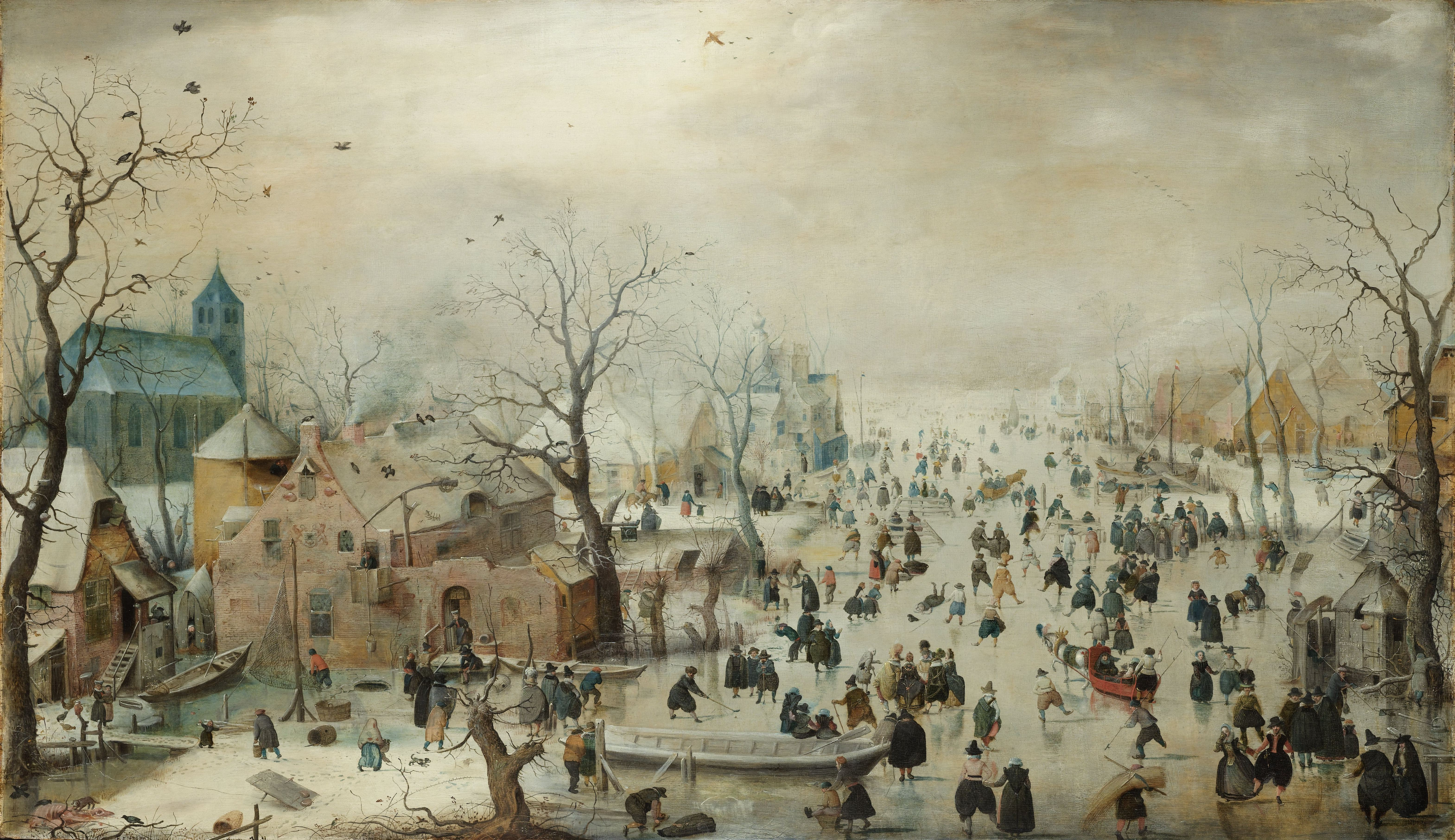
Winterlandschap met ijsvermaak (Winterlandschaft), c. 1608, 78 × 132 cm, Rijksmuseum, Amsterdam

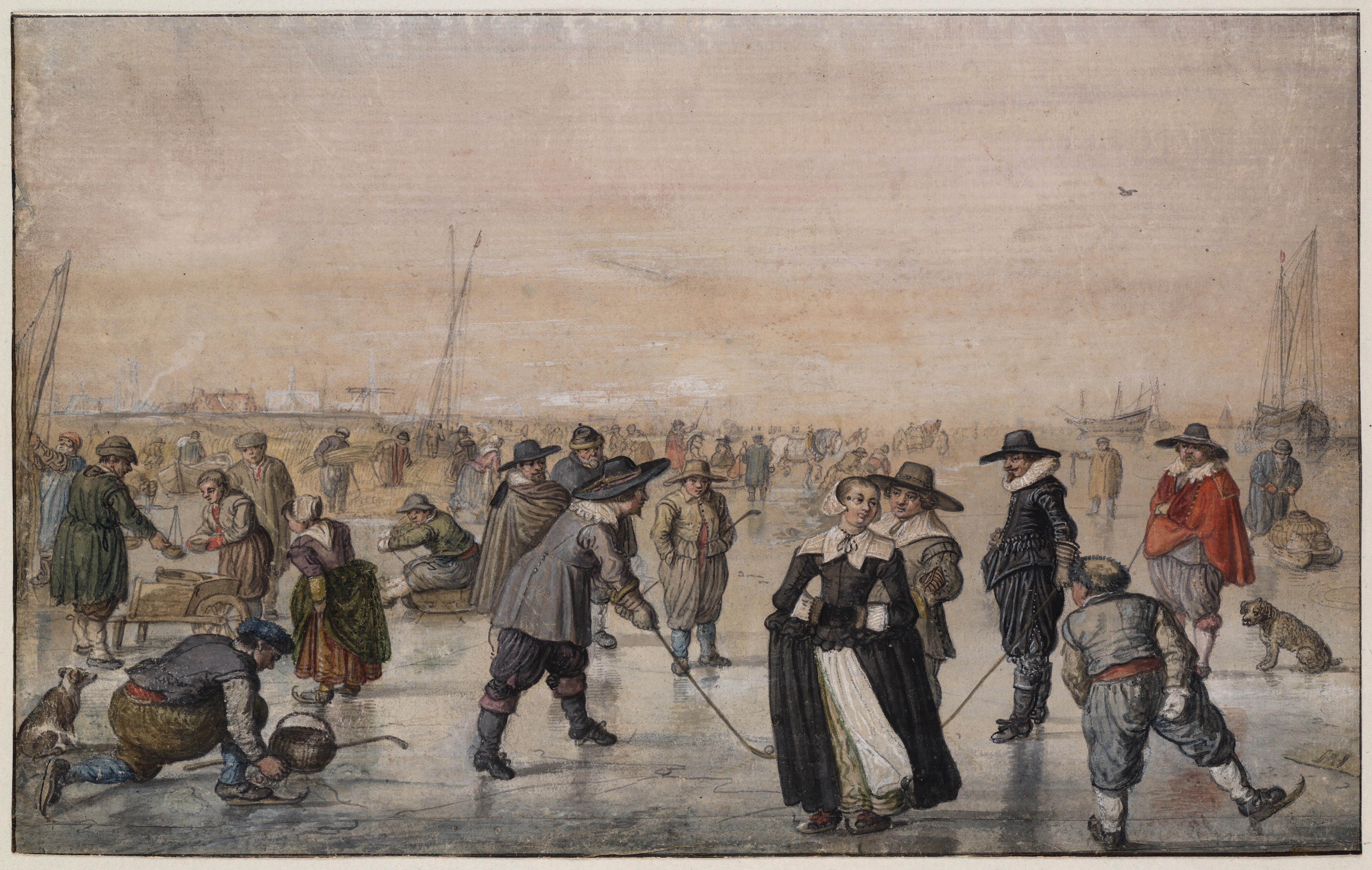
IJsvermaak ("Eisvergnügen")

Wahrscheinlich malte Avercamp in seiner Werkstatt anhand von Skizzen, die er im Winter angefertigt hatte. Seine Vorliebe für Winterszenen kommt möglicherweise aus seiner Jugend, in der er häufig mit seinen Eltern Schlittschuh laufen ging. So stellen denn auch häufig seine Bilder eine große Anzahl von Menschen dar, die sich winterlichen Vergnügungen, insbesondere dem Schlittschuhlaufen hingeben. Das letzte Viertel des 16. Jahrhunderts, während dessen Avercamp geboren wurde, gilt als eine der kältesten Perioden der sogenannten kleinen Eiszeit.
Der flämische Einfluss kommt insbesondere in seinen Frühwerk zum Ausdruck, bei dem er sich auch an Pieter Bruegel den Älteren anlehnte. Typischerweise haben seine Bilder einen hohen und weiten Horizont und zeigen eine Vielzahl emsiger Menschen, wobei etliche Geschichten und Anekdoten in den Bildern versteckt sind. Er verwendete vornehmlich Maltechniken wie die der „atmosphärischen Perspektive“ (s. auch Luftperspektive), die eine räumliche Tiefe durch eine Veränderung der Farbe in Horizontnähe suggeriert. Er benutzte oft auch einen Repoussoir: Objekte werden auf dem Gemälde gemalt, zum Beispiel Bäume oder ein Boot. Mit dieser Technik wird der Eindruck der Tiefe im Gemälde verstärkt.
Avercamp malte auch Gemälde auf Papier, die, wenn sie gerahmt waren, eine billige Alternative zu Ölgemälden darstellten. Eine Zeichnung wurde zunächst mit Feder und Tinte erstellt. Diese wurde dann mit Farbe überdeckt, wobei die Konturen der Zeichnung erhalten blieben. Mit dieser Technik konnte Avercamp die blassen Winterfarben und die Nuancen des Eises darstellen.
Viele seiner Bilder befinden sich heute in Privatbesitz. Etwa einhundert Gemälde von Avercamp sind im Rijksmuseum in Amsterdam, im Mauritshuis in Den Haag, im Stedelijk Museum Zwolle, im Stedelijk Museum Kampen und im Ausland zu sehen. Im Rijksmuseum fand vom 20. November 2009 bis zum 15. Februar 2010 eine Ausstellung seiner Arbeiten unter dem Titel „IJspret“ statt. Eine bedeutende Sammlung befindet sich zurzeit im Schloss von Windsor.

## Nachfolger
In der Tradition von Hendrick Avercamps Winteransichten malten vor allem seine Nachfolger Jan van Goyen, Aert van der Neer und Jan van de Capelle.

## Eponyme
2016 wurde der Asteroid (12646) Avercamp nach ihm benannt.

## Einige seiner Werke nach Entstehungsjahr
- Dunkle Burg 1605–10; Öl auf der Eiche, 25 × 34 cm; Wallraf-Richartz-Museum & Fondation Corboud, Köln.
- Links eine Kirche ca. 1608; Öl auf der Tafel, 87,5 × 132 cm; Rijksmuseum, (Amsterdam).
- Rundbild mit Burg ca. 1608–09; Öl auf der Eiche, 40,7 × 40,7 cm; nationale Galerie, London, Vereinigtes Königreich.
- Fischer im Mondlicht ca. 1625; Zeichnung, 14,4 × 19 cm.
- Stadt im Hintergrund ca. 1630–34; Öl auf der Leinwand, 25 × 37,5 cm; Rijksmuseum, Amsterdam.
- Rundes Bild Öl auf der Eiche, Durchmesser 30,5 cm, Museum of Fine Arts, Budapest.
- Bevölkerte Winterlandschaft am Meeresufer, Kolorierte Zeichnung auf Papier, Graphische Sammlung, Städel, Frankfurt am Main.
- Winterlandschaft, undatiert; Öl auf Holz, 31 × 52,5 cm, Lempertz, Köln 12. Mai 2012.

## Ausstellungen
- 2009: The Little Ice Age, Rijksmuseum, Amsterdam, danach in 2010: National Gallery, Washington, D.C., USA.
- 1982: Hendrick Avercamp and Barent Avercamp. Frozen Silence: Paintings from Museums and Private Collections, Rijksmuseum, Amsterdam.